# Cosmoscarta florella
Cosmoscarta florella är en insektsart som beskrevs av Metcalf 1961. Cosmoscarta florella ingår i släktet Cosmoscarta och familjen spottstritar. Inga underarter finns listade i Catalogue of Life.